# Bladel Transparant
Bladel Transparant is een Nederlandse plaatselijke politieke partij in Bladel. De partij is in 2004 opgericht door Alexander Brom, die ook daarna een belangrijke rol speelde. Brom is voorzitter van Stichting ABS, een vrijwilligersorganisatie die een openluchtzwembad in de gemeente Bladel exploiteert. Hij stelde verschillende grote misstanden in de Bladelse politiek aan de kaak. 
Bij de verkiezing van 7 maart 2006 behaalde Bladel Transparant 1335 stemmen (15,3%). Dit was goed voor drie zetels. Hiermee werd Bladel Transparant de op een na grootste partij in de gemeenteraad van Bladel. De partij werd echter buiten het college gehouden.
De hoofddoelstellingen van Bladel Transparant zijn -naar eigen zeggen althans- gebaseerd op transparantie, integriteit, openheid, verantwoording en het varen van een nieuwe koers.
Op maandag 9 oktober stapt de fractievoorzitter van Bladel Transparant, Hans van Bakel, per direct uit de Bladelse politiek. Aanleiding was een dreigbrief die hij die bewuste maandag heeft gekregen. In de media laat van Bakel weten te hebben gekozen voor zijn gezin. Wel heeft hij geen aangifte gedaan en heeft niemand de brief in mogen zien. Van Bakel liet weten dat alles wat hij er aan aandacht en energie aan besteed te veel is. 
Dit is voor de transparanten in Bladel al de 2e van de kieslijst die men door bedreigingen verliest. Eerder was de nummer 5 van de lijst, Irma van de Ende, al gestopt met haar werkzaamheden door bedreigingen aan haar adres.
Het fractievoorzitterschap is overgenomen door de 19-jarige Davy Jansen. Dit is de jongste fractievoorzitter in Nederland volgens diverse media.